# Sebastianikapelle (Weng)

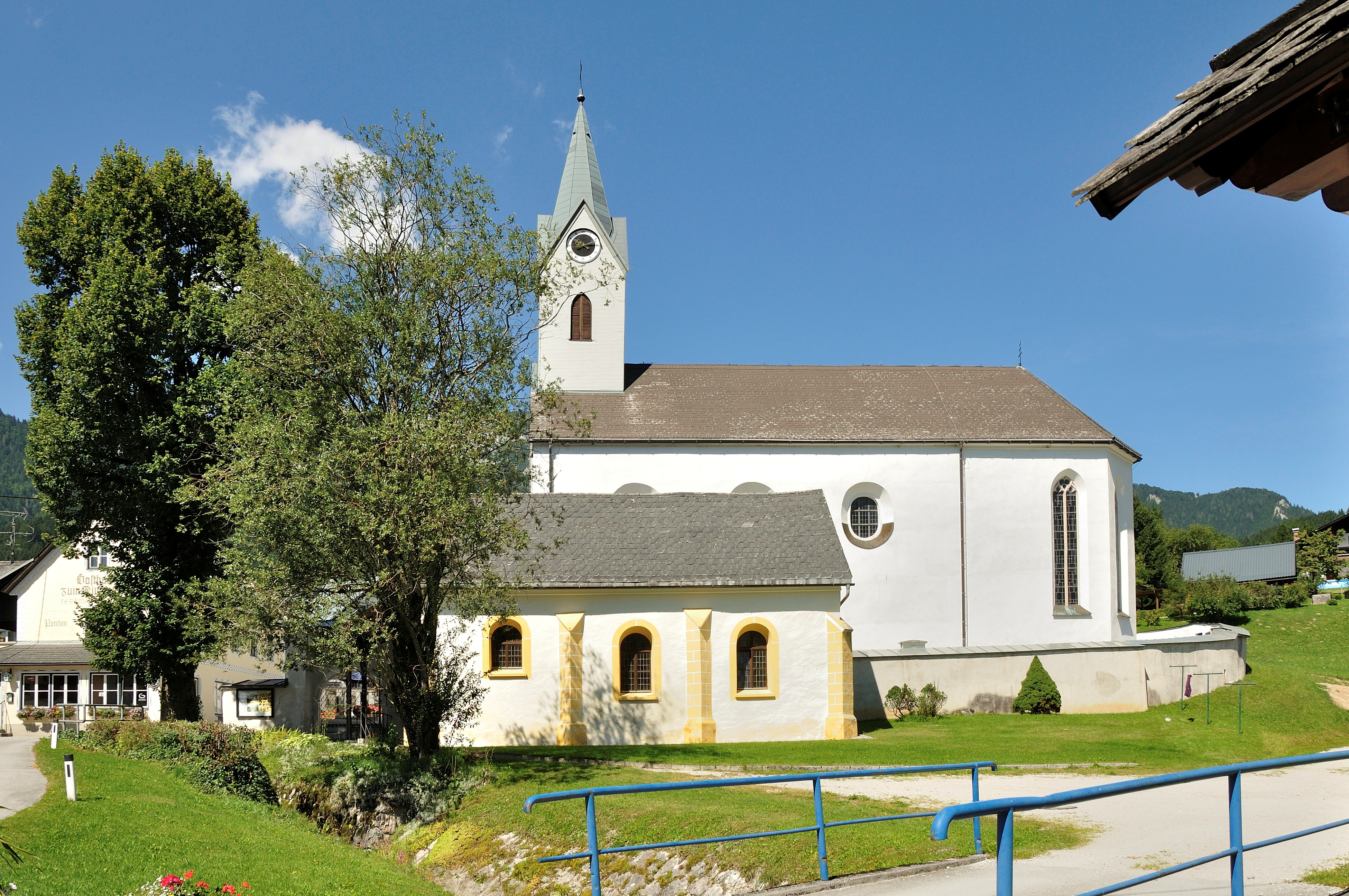
Die Sebastianikapelle vor der Wenger Pfarrkirche

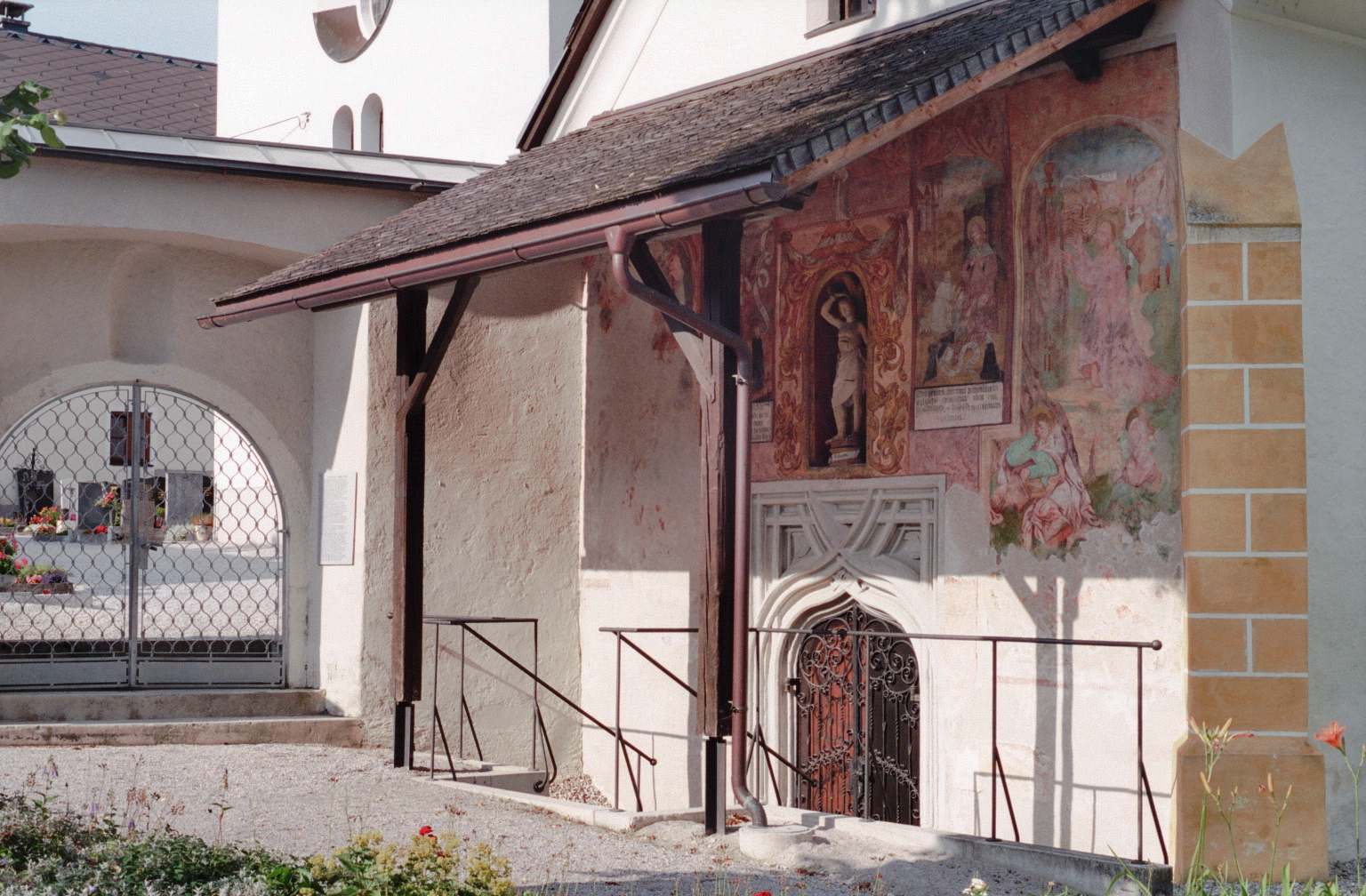
Eingangssituation der Sebastianikapelle

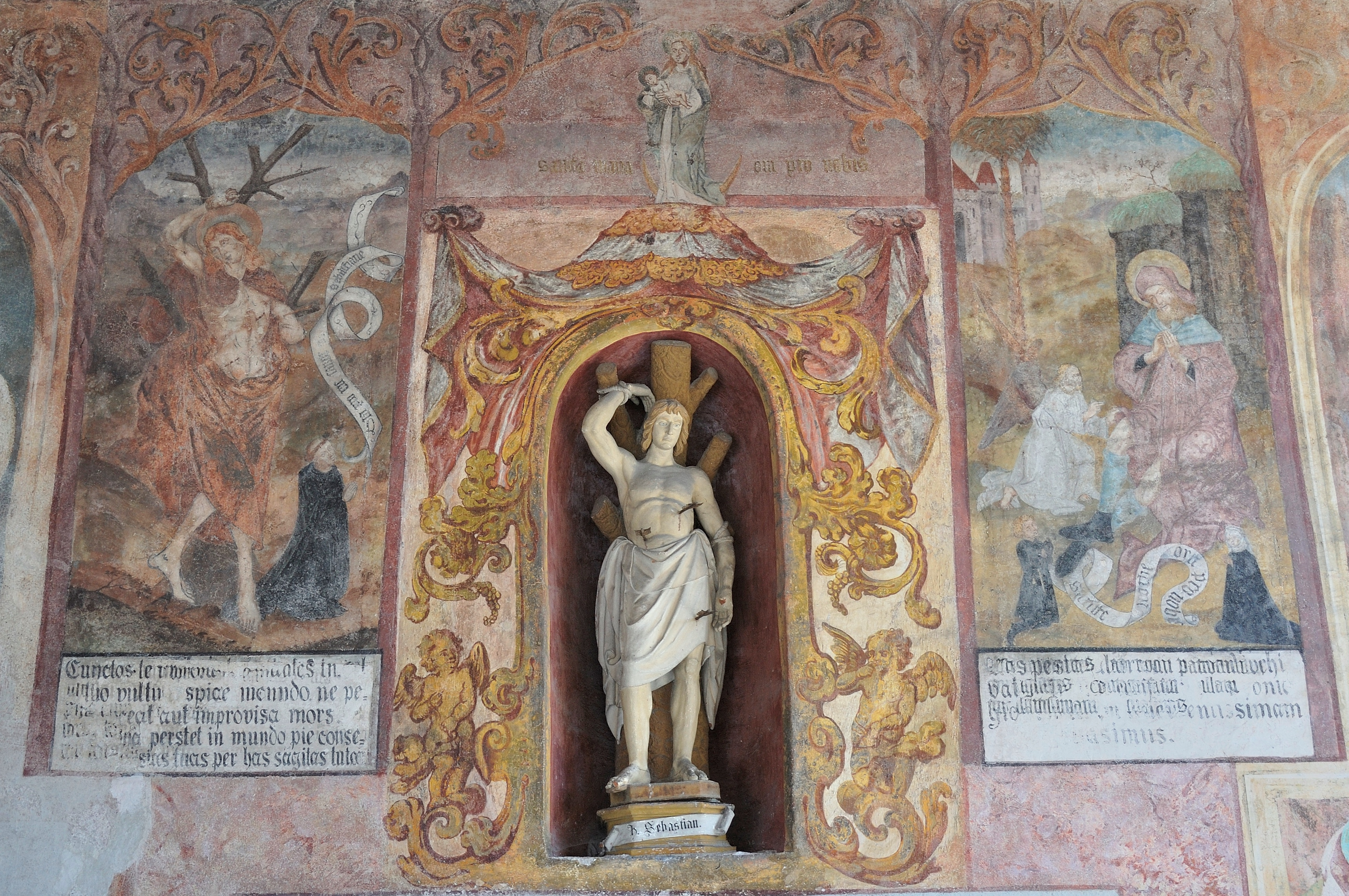
Wandmalerei über dem Eingang

Die Sebastianikapelle in Weng im Gesäuse in der Steiermark ist ein katholisches Kirchengebäude.

## Geschichte
Die südlich der Pfarrkirche Weng im Gesäuse unmittelbar an der Friedhofsmauer gelegene Sebastianikapelle wurde in den Jahren 1496 bis 1501 durch den Admonter Abt Leonhard von Stainach und den Prior Friedrich Weigel errichtet. Gewidmet wurde sie dem als Pestheiligen verehrten Sebastian. Unmittelbarer Anlass für die Stiftung der Kapelle war der neuerliche Ausbruch der Pest im Jahre 1496 – der Admonter Konvent zog sich damals in die Propstei Zeiring zurück. 1666 fand eine Umgestaltung des Kirchenbaus statt.

## Architektur
Die von der Admonter Bauhütte errichtete Sebastianikapelle ist eine einfache dreijochige Saalkirche mit geradem Chorschluss, südseitig mit spornförmigen Strebepfeilern versehen. Im Innern ist die Kapelle kreuzgratgewölbt. Das mit kräftigem Stabwerkprofil ausgestattete Westportal zeigt das Wappen des Stiftes Admont und des Abtes Leonhard von Stainach, im roten Schild eine Stufenpyramide von drei behauenen silbernen Steinen.
Die 1901 aufgedeckten und zuletzt 1969 restaurierten Fresken der Eingangsseite stellen zum einen den hl. Sebastian mit dem Stifter Prior Weigel und zum andern den hl. Rochus mit einem knienden Ehepaar dar, das ihre Rettung von der Pest diesem Heiligen verdankte. Daneben fragmentarische Darstellung des Hl. Christophorus und Ölbergszene.
Zur Ausstattung der Kapelle gehört der, wieder aus Anlass einer bis 1682 andauernden Pestepidemie gestiftete, barocke Sebastiansaltar von 1679. Die Begehung der Sebastiani-Wallfahrt in Weng beschreibt zu dieser Zeit ausführlich der nachmalige Admonter Abt Anselm Lürzer von Zechenthal.